# Alpha Diallo
Alpha Saliou Diallo (New York, 29 giugno 1997) è un cestista statunitense con cittadinanza guineana.

## Carriera
Con gli Stati Uniti ha disputato i Giochi panamericani di Lima 2019.

## Statistiche

### College
| Anno      | Squadra           | PG  | PT  | MP   | TC%  | 3P%  | TL%  | RP  | AP  | PRP | SP  | PP   |
| --------- | ----------------- | --- | --- | ---- | ---- | ---- | ---- | --- | --- | --- | --- | ---- |
| 2016-2017 | Providence Friars | 33  | 16  | 21,4 | 40,7 | 24,3 | 73,8 | 3,2 | 1,2 | 0,9 | 0,2 | 5,7  |
| 2017-2018 | Providence Friars | 32  | 31  | 30,7 | 46,6 | 21,4 | 73,3 | 6,6 | 2,3 | 1,0 | 0,3 | 13,2 |
| 2018-2019 | Providence Friars | 34  | 34  | 35,4 | 42,0 | 33,3 | 67,4 | 8,1 | 3,1 | 1,6 | 0,5 | 16,0 |
| 2019-2020 | Providence Friars | 31  | 30  | 32,7 | 41,4 | 31,3 | 63,2 | 7,8 | 2,5 | 1,5 | 0,9 | 14,1 |
| Carriera  | Carriera          | 130 | 111 | 30,0 | 42,9 | 29,1 | 68,4 | 6,4 | 2,3 | 1,3 | 0,5 | 12,2 |

### Eurolega
| Anno      | Squadra  | PG  | PT | MP   | TC%  | 3P%  | TL%  | RP  | AP  | PRP | SP  | PP   |
| --------- | -------- | --- | -- | ---- | ---- | ---- | ---- | --- | --- | --- | --- | ---- |
| 2021-2022 | Monaco   | 34  | 26 | 24,6 | 49,4 | 38,2 | 73,2 | 4,8 | 1,7 | 1,4 | 0,3 | 9,6  |
| 2022-2023 | Monaco   | 41  | 15 | 24,8 | 46,0 | 29,8 | 75,0 | 4,2 | 2,0 | 1,3 | 0,3 | 10,5 |
| 2023-2024 | Monaco   | 38  | 16 | 26,9 | 48,5 | 38,9 | 75,0 | 4,2 | 1,7 | 1,1 | 0,4 | 10,6 |
| 2024-2025 | Monaco   | 35  | 27 | 26,6 | 56,3 | 44,0 | 66,7 | 4,0 | 1,7 | 1,0 | 0,3 | 11,5 |
| Carriera  | Carriera | 148 | 84 | 25,7 | 49,9 | 37,1 | 73,1 | 4,3 | 1,8 | 1,2 | 0,3 | 10,6 |

## Palmarès
- Campionato francese: 2

Monaco: 2022-2023, 2023-2024
- Coppa di Francia: 1

Monaco: 2022-2023